# Dayang (sockenhuvudort i Kina, Shaanxi, lat 34,50, long 108,31)
Dayang (kinesiska: 大杨, 大杨乡) är en sockenhuvudort i Kina. Den ligger i provinsen Shaanxi, i den nordvästra delen av landet, omkring 60 kilometer nordväst om provinshuvudstaden Xi'an. Antalet invånare är 40 359. Befolkningen består av 19 432 kvinnor och 20 927 män. Barn under 15 år utgör 15,0 %, vuxna 15-64 år 74 %, och äldre över 65 år 9,0 %.
Runt Dayang är det tätbefolkat, med 790 invånare per kvadratkilometer. Dayang är det största samhället i trakten. Trakten runt Dayang består till största delen av jordbruksmark.
Genomsnittlig årsnederbörd är 668 millimeter. Den regnigaste månaden är september, med i genomsnitt 143 mm nederbörd, och den torraste är december, med 1 mm nederbörd.